# Tylopilus
Genre
Tylopilus est un genre de champignons basidiomycètes de la famille des Boletaceae. Il n'existe qu'une espèce en Europe, Tylopilus felleus. Certaines espèces ont été transférées au genre Rubinoboletus et au genre Porphyrellus.

## Taxinomie
Tylopilus P. Karsten
On[Qui ?] y inclut parfois les Porphyrellus, certaines espèces sont transférées aux Rubinoboletus.

## Description du sporophore

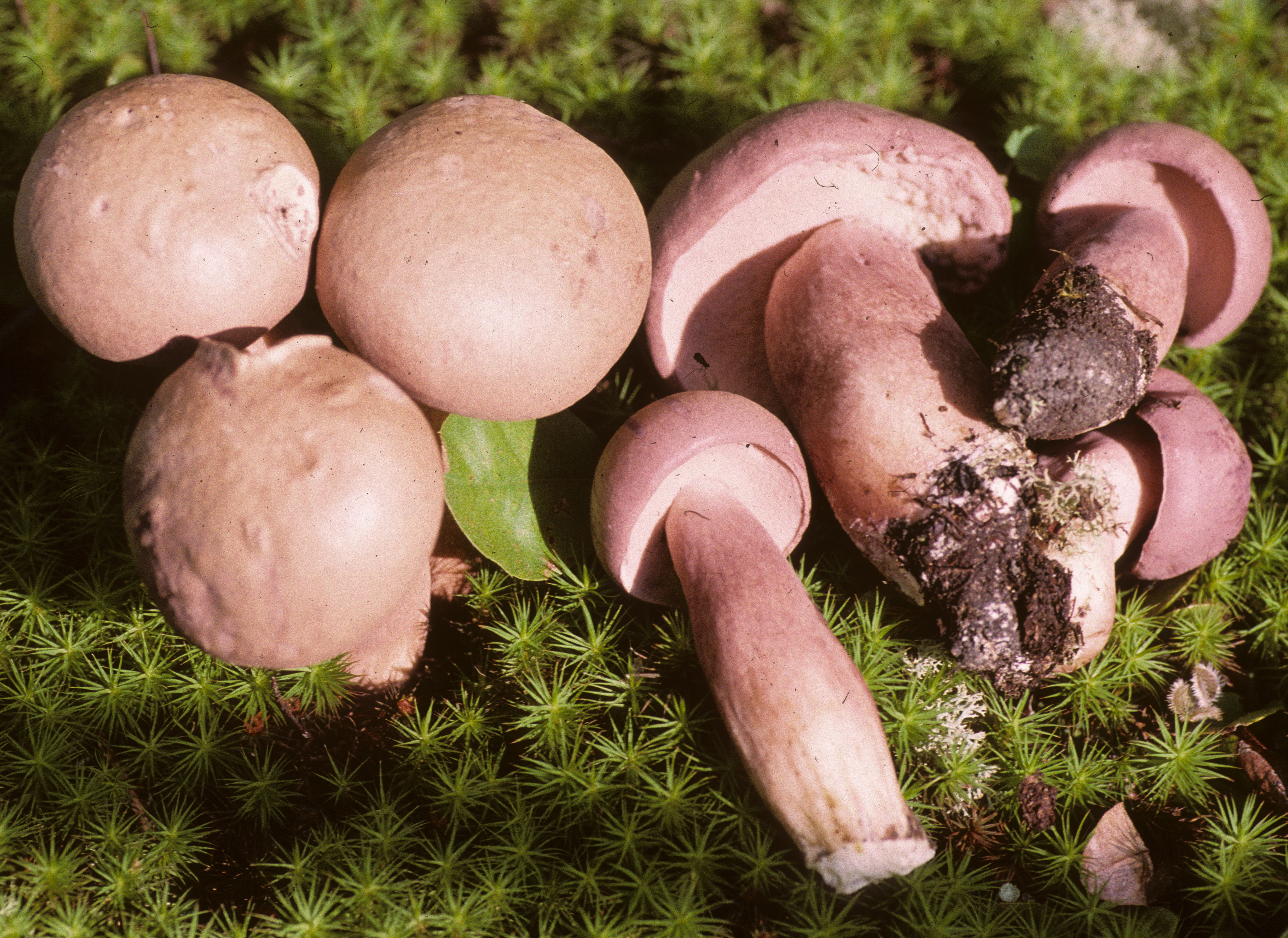
Tylopilus violatinctus

Cuticule sèche, glabre à subtomenteuse. Chair blanche, immuable ou coloration brun pâle, rouge puis noire, ou plus rarement bleu, avec un goût doux ou amer. Hyménium adnexé, chair blanche puis rose de couleur brun violacé à brun rouille à coloration brune. Stipe sec, pruineux à glabre, voire réticulé, de scabres fines[Quoi ?]. Chair rosâtre. Sporée de couleur à brun violacé à brun rouille. Spores lisses, fusiformes. 

## Habitat
Zone tempérée du Nord, Amérique tropicale montagnarde, le nord de l'Amérique du Sud, Asie de l'Est, Asie du Sud, Australie, Nouvelle-Zélande, en Afrique.
Mycorhizes avec les Pinacées, Fagacées, Bétulacées, Myrtacées, Casuarinacées, les Légumineuses cisalpines[Quoi ?].

## Liste d'espèces
Selon Catalogue of Life (28 octobre 2013) :
- Tylopilus acutesquamosus
- Tylopilus alboater
- Tylopilus albofarinaceus
- Tylopilus alkalixanthus
- Tylopilus alutaceoumbrinus
- Tylopilus ammiratii
- Tylopilus appalachiensis
- Tylopilus arenarius
- Tylopilus argillaceus
- Tylopilus atratus
- Tylopilus atrobrunneus
- Tylopilus atronicotianus
- Tylopilus austrofelleus
- Tylopilus badiceps
- Tylopilus ballouii
- Tylopilus beelii
- Tylopilus brachypus
- Tylopilus brevisporus
- Tylopilus brunneirubens
- Tylopilus brunneus
- Tylopilus bulbosus
- Tylopilus castanoides
- Tylopilus cellulosus
- Tylopilus chromoreticulatus
- Tylopilus corneri
- Tylopilus costaricensis
- Tylopilus cyaneocinctus
- Tylopilus cyanescens
- Tylopilus cyanogranulifer
- Tylopilus exiguus
- Tylopilus felleus
- Tylopilus ferrugineus
- Tylopilus formosus
- Tylopilus fuligineoviolaceus
- Tylopilus fumosipes
- Tylopilus funerarius
- Tylopilus gastromycetoides
- Tylopilus gomezii
- Tylopilus griseocarneus
- Tylopilus guanacastensis
- Tylopilus hondurensis
- Tylopilus hongoi
- Tylopilus humilis
- Tylopilus indecisus
- Tylopilus intermedius
- Tylopilus isabellescens
- Tylopilus jalapensis
- Tylopilus javanicus
- Tylopilus leucomycelinus
- Tylopilus lividobrunneus
- Tylopilus louisii
- Tylopilus microsporus
- Tylopilus minor
- Tylopilus mitissimus
- Tylopilus montanus
- Tylopilus montoyae
- Tylopilus nanus
- Tylopilus nebulosus
- Tylopilus neofelleus
- Tylopilus nicaraguensis
- Tylopilus niger
- Tylopilus nigricans
- Tylopilus nigropurpureus
- Tylopilus obscureviolaceus
- Tylopilus obscurus
- Tylopilus ochraceosquamosus
- Tylopilus oradivensis
- Tylopilus orsonianus
- Tylopilus otsuensis
- Tylopilus pachycephalus
- Tylopilus pakaraimensis
- Tylopilus peralbidus
- Tylopilus pernanus
- Tylopilus perplexus
- Tylopilus piniphilus
- Tylopilus pisciodorus
- Tylopilus plumbeoviolaceoides
- Tylopilus plumbeoviolaceus
- Tylopilus porphyrosporus
- Tylopilus potamogeton
- Tylopilus praeanisatus
- Tylopilus pseudoscaber
- Tylopilus punctatofumosus
- Tylopilus rhoadsiae
- Tylopilus rhodoconius
- Tylopilus rigens
- Tylopilus rubrobrunneus
- Tylopilus rufonigricans
- Tylopilus rugulosoreticulatus
- Tylopilus sanctae-rosae
- Tylopilus sinicus
- Tylopilus snellii
- Tylopilus striatulus
- Tylopilus suavissimus
- Tylopilus subcellulosus
- Tylopilus subfusipes
- Tylopilus subniger
- Tylopilus subunicolor
- Tylopilus subvinaceipallidus
- Tylopilus tabacinus
- Tylopilus temucensis
- Tylopilus tenuis
- Tylopilus valens
- Tylopilus variobrunneus
- Tylopilus veluticeps
- Tylopilus vinaceipallidus
- Tylopilus vinaceogriseus
- Tylopilus vinosobrunneus
- Tylopilus violaceus
- Tylopilus violatinctus
- Tylopilus virens
- Tylopilus viscidichromapes
- Tylopilus williamsii
- Tylopilus zambianus

Selon Index Fungorum (28 octobre 2013) :
- Tylopilus acutesquamosus Singer 1983
- Tylopilus alboater (Schwein.) Murrill 1909
- Tylopilus albofarinaceus (W.F. Chiu) F.L. Tai 1979
- Tylopilus alkalixanthus Halling & Amtoft 2003
- Tylopilus alutaceoumbrinus Hongo 1971
- Tylopilus ammiratii Thiers 1975
- Tylopilus appalachiensis Singer 1948
- Tylopilus arenarius Singer 1978
- Tylopilus areolatus (Berk.) Henn. 1898
- Tylopilus areolatus Hongo 1962
- Tylopilus argillaceus Hongo 1985
- Tylopilus atratus Both 1998
- Tylopilus atrobrunneus (Lj.N. Vassiljeva) Wolfe 1980
- Tylopilus atronicotianus Both 1998
- Tylopilus austrofelleus (Cleland) Watling & N.M. Greg. 1988
- Tylopilus badiceps (Peck) A.H. Sm. & Thiers 1971
- Tylopilus ballouii (Peck) Singer 1947
- Tylopilus beelii Heinem. & Gooss.-Font. 1951
- Tylopilus brachypus Singer, J. García & L.D. Gómez 1991
- Tylopilus brevisporus Watling & T.H. Li 1999
- Tylopilus brunneirubens (Corner) Watling & E. Turnbull 1994
- Tylopilus brunneus (McNabb) Wolfe 1980
- Tylopilus bulbosus Halling & G.M. Muell. 2001
- Tylopilus castanoides Har. Takah. 2002
- Tylopilus cellulosus Singer 1947
- Tylopilus chromoreticulatus Wolfe & Bougher 1993
- Tylopilus conspicuocystidiata Watling & E. Turnbull 1994
- Tylopilus corneri Singer, J. García & L.D. Gómez 1991
- Tylopilus costaricensis Singer & L.D. Gómez 1991
- Tylopilus cyaneocinctus (Singer) Grund & K.A. Harrison 1976
- Tylopilus cyanescens T.H. Li & Watling 1999
- Tylopilus cyanogranulifer T.H. Li, Watling & N.M. Greg. 1999
- Tylopilus exiguus T.W. Henkel 1999
- Tylopilus felleus (Bull.) P. Karst. 1881
- Tylopilus ferrugineus (Frost) Singer 1947
- Tylopilus formosus G. Stev. 1962
- Tylopilus fuligineoviolaceus Har. Takah. 2007
- Tylopilus fumosipes (Peck) A.H. Sm. & Thiers 1971
- Tylopilus funerarius (Massee) Pegler & T.W.K. Young 1981
- Tylopilus fuscobrunneus Watling 1989
- Tylopilus gastromycetoides T.H. Li 1999
- Tylopilus gomezii Singer 1991
- Tylopilus griseocarneus Wolfe & Halling 1989
- Tylopilus guanacastensis Singer 1983
- Tylopilus hondurensis Singer & M.H. Ivory 1983
- Tylopilus hongoi Wolfe & Bougher 1993
- Tylopilus humilis Thiers 1967
- Tylopilus indecisus (Peck) Murrill 1909
- Tylopilus intermedius A.H. Sm. & Thiers 1971
- Tylopilus isabellescens Murrill 1946
- Tylopilus jalapensis Singer & J. García 1991
- Tylopilus javanicus Henn. 1899
- Tylopilus leucomycelinus (Singer & M.H. Ivory) R. Flores & Simonini 2000
- Tylopilus lividobrunneus Singer 1973
- Tylopilus louisii Heinem. 1964
- Tylopilus microsporus S.Z. Fu, Q.B. Wang & Y.J. Yao 2006
- Tylopilus minor Singer 1945
- Tylopilus mitissimus Singer & L.D. Gómez 1991
- Tylopilus montanus Singer 1989
- Tylopilus montoyae Singer & J. García 1991
- Tylopilus nanus (Massee) Singer 1975
- Tylopilus nebulosus (Peck) Wolfe 1980
- Tylopilus neofelleus Hongo 1967
- Tylopilus nicaraguensis Singer & M.H. Ivory 1983
- Tylopilus niger (Heinem. & Gooss.-Font.) Wolfe 1980
- Tylopilus nigricans Singer 1947
- Tylopilus nigropurpureus (Corner) Hongo 1973
- Tylopilus obscureviolaceus Har. Takah. 2004
- Tylopilus obscurus Halling 1989
- Tylopilus ochraceosquamosus Watling 1994
- Tylopilus olivaceoporus Watling 1989
- Tylopilus oradivensis Osmundson & Halling 2010
- Tylopilus orsonianus Fulgenzi & T.W. Henkel 2007
- Tylopilus otsuensis Hongo 1966
- Tylopilus pachycephalus (Massee) Singer 1983
- Tylopilus pakaraimensis T.W. Henkel 2001
- Tylopilus peralbidus (Snell & Beardslee) Murrill 1938
- Tylopilus pernanus (Pat. & C.F. Baker) Watling 2000
- Tylopilus perplexus Watling 1994
- Tylopilus piniphilus Wolfe & Bougher 1993
- Tylopilus pisciodorus (Murrill) Murrill 1948
- Tylopilus plumbeoviolaceoides T.H. Li, B. Song & Y.H. Shen 2002
- Tylopilus plumbeoviolaceus (Snell & E.A. Dick) Snell & E.A. Dick 1941
- Tylopilus porphyrosporus (Fr. & Hök) A.H. Sm. & Thiers 1971
- Tylopilus potamogeton Singer 1978
- Tylopilus praeanisatus (Murrill) Murrill 1948
- Tylopilus pseudoscaber Secr. ex A.H. Sm. & Thiers 1968
- Tylopilus pumilus (Saut.) Henn. 1898
- Tylopilus punctatofumosus (W.F. Chiu) F.L. Tai 1979
- Tylopilus rhoadsiae (Murrill) Murrill 1944
- Tylopilus rhodoconius (Singer) T.J. Baroni, Both & Bessette 1998
- Tylopilus rigens Hongo 1979
- Tylopilus rubrobrunneus Mazzer & A.H. Sm. 1967
- Tylopilus rufonigricans T.W. Henkel 1999
- Tylopilus rugulosoreticulatus Hongo 1979
- Tylopilus sanctae-rosae Singer 1983
- Tylopilus shaukatii Gardezi 2007
- Tylopilus sinicus (W.F. Chiu) F.L. Tai 1979
- Tylopilus snellii Wolfe 1983
- Tylopilus sordidus (Frost) A.H. Sm. & Thiers 1968
- Tylopilus striatulus Heinem. 1951
- Tylopilus suavissimus Heinem. & Gooss.-Font. 1951
- Tylopilus subcellulosus Singer & J. García 1991
- Tylopilus subfusipes A.H. Sm. 1973
- Tylopilus subniger Singer, J. García & L.D. Gómez 1991
- Tylopilus subunicolor E.A. Dick & Snell 1961
- Tylopilus subvinaceipallidus T.H. Li & Watling 1999
- Tylopilus tabacinus (Peck) Singer 1944
- Tylopilus temucensis Palfner 2005
- Tylopilus tenuis Heinem. 1951
- Tylopilus valens (Corner) Hongo & Nagas. 1976
- Tylopilus variobrunneus Roody, A.R. Bessette & Bessette 1998
- Tylopilus velatus (Rostr.) F.L. Tai 1979
- Tylopilus veluticeps (Pat. & C.F. Baker) Singer 1947
- Tylopilus vinaceipallidus (Corner) T.W. Henkel 1999
- Tylopilus vinaceogriseus Singer, J. García & L.D. Gómez 1991
- Tylopilus vinosobrunneus Hongo 1979
- Tylopilus violaceus Heinem. 1951
- Tylopilus violatinctus T.J. Baroni & Both 1998
- Tylopilus virens (W.F. Chiu) Hongo 1964
- Tylopilus viscidichromapes Watling & T.H. Li 1999
- Tylopilus williamsii Singer & J. García 1991
- Tylopilus zambianus Watling 1994

Selon NCBI (28 octobre 2013) :
- Tylopilus alboater
- Tylopilus appalachiensis
- Tylopilus atronicotianus
- Tylopilus badiceps
- Tylopilus ballouii
- Tylopilus cartagoensis
- Tylopilus castaneiceps
- Tylopilus exiguus
- Tylopilus felleus
- Tylopilus ferrugineus
- Tylopilus formosus
- Tylopilus indecisus
- Tylopilus intermedius
- Tylopilus leucomycelinus
- Tylopilus neofelleus
- Tylopilus palumanus
- Tylopilus pernanus
- Tylopilus plumbeoviolaceoides
- Tylopilus plumbeoviolaceus
- Tylopilus porphyrosporus
- Tylopilus propriorichromapes
- Tylopilus pseudoscaber
- Tylopilus queenslandianus
- Tylopilus rhoadsiae
- Tylopilus rubrobrunneus
- Tylopilus rufonigricans
- Tylopilus tabacinus
- Tylopilus variobrunneus
- Tylopilus vinosobrunneus
- Tylopilus violatinctus
- Tylopilus virens